# Safelight
Pour plus de détails, voir Fiche technique et Distribution.
Safelight est un film américain réalisé par Tony Aloupis, sorti en 2015.

## Synopsis
Deux adolescents partent sur les routes pour photographier des phares.

## Fiche technique
- Titre : Safelight
- Réalisation : Tony Aloupis
- Scénario : Tony Aloupis
- Musique : Joel P. West
- Photographie : Gavin Kelly
- Montage : Ed Marx
- Production : Tony Aloupis, Bernie Gewissler et Cory Neal
- Société de production : Aloupis Productions et Hacienda Film
- Société de distribution : ARC Entertainment (États-Unis)
- Pays :  États-Unis
- Genre : Drame
- Durée : 84 minutes
- Dates de sortie : 
  -  États-Unis : 17 juillet 2015

## Distribution
- Evan Peters : Charles
- Juno Temple : Vicki
- Christine Lahti : Peg
- Kevin Alejandro : Skid
- Jason Beghe : Eric
- Ariel Winter : Kate
- Will Peltz : Jason
- Don Stark : Jack
- Joel Gretsch : M. Sullivan
- Ever Carradine : Lois
- Meaghan Martin : Sharon
- Joe Krieg : Ryan
- Lee Garlington : Dottie
- Gigi Rice : Lillian
- Roma Maffia : Rose
- Matthew Ziff : Kyle
- Taylor Boggan : Jimmy

## Accueil
Le film a reçu un accueil défavorable de la part de la presse spécialisée. Il obtient un score moyen de 26 % sur Metacritic.